# 화학 에너지

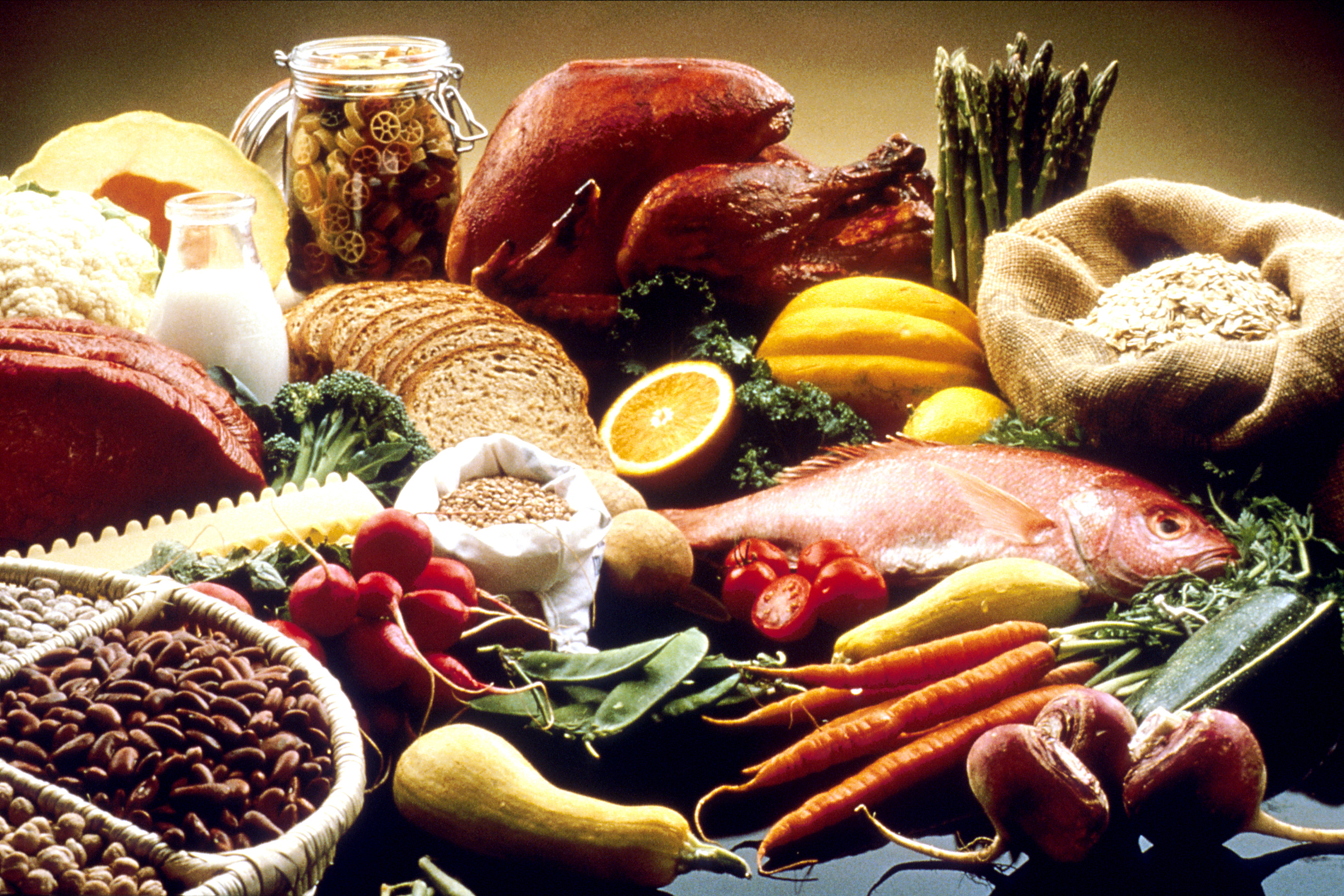
다양한 음식들

화학 에너지(영어: chemical energy)는 물질 내의 화학 결합 속에 보존되어 있는 에너지이다. 화학 에너지는 화학 물질이 화학 반응을 통해 다른 화학 물질을 변형시킬 수 있는 잠재력으로도 설명할 수 있다. 예를 들면 전지, 음식물, 휘발유 등이 있다. 화학 결합을 깨거나 만드는 것은 에너지의 흡수 및 방출을 동반한다.  

## 생화학에서 화학 에너지
광합성은 태양의 빛에너지를 화학 에너지로 전환시켜 포도당과 같은 유기 화합물에 저장하는 과정이며, 세포 호흡은 화학 에너지가 저장된 유기 화합물을 분해하여 생명 활동에 사용되는 화학 에너지의 다른 형태인 ATP를 합성하는 과정이다.

## 같이 보기
- 에너지
- 운동 에너지
- 위치 에너지
- 전기 에너지